# Bokö-Oxnö
Bokö-Oxnö este o arie protejată (arie specială de conservare — SAC, sit de importanță comunitară — SCI) din Suedia întinsă pe o suprafață de 327,9 ha, integral pe uscat.

## Localizare
Centrul sitului Bokö-Oxnö este situat la coordonatele 58°50′51″N 17°37′12″E / 58.8474°N 17.6201°E.

## Înființare
Situl Bokö-Oxnö a fost declarat sit de importanță comunitară în decembrie 1998 pentru a proteja un număr necunoscut de specii din flora spontană și fauna sălbatică aflate în arealul zonei. Situl a fost protejat și ca arie specială de conservare în martie 2011.

## Biodiversitate
Situată în ecoregiunile boreală și marină baltică, aria protejată conține 8 habitate naturale: Păduri caducifoliate de mlaștină fino-scandinave, Golfuri mici largi și golfuri puțin adânci, Taiga vestică, Păduri fino-scandinave bogate în ierburi cu Picea abies, Insulițe și insule mici din Baltica boreală, Terase mlăștinoase și terase nisipoase neacoperite de apă la reflux, Roci stâncoase cu vegetație pionieră de Sedo-Scleranthion sau Sedo albi-Veronicion dillenii, Pante stâncoase silicioase cu vegetație casmofită.
La baza desemnării sitului se află un număr nedeclarat de specii protejate.